# Piotr Zagórski
Piotr Zagórski (ur. 12 czerwca 1970, zm. 15 marca 2024) – polski geomorfolog i polarnik, kierownik kilkunastu wypraw polarnych na Spitsbergen, wykładowca Uniwersytetu Marii Curie-Skłodowskiej w Lublinie.

## Życiorys
Urodził się 12 czerwca 1970 r. W 1989 r. podjął studia geograficzne na Wydziale Biologii i Nauk o Ziemi Uniwersytetu Marii Curie-Skłodowskiej w Lublinie. Tam też uzyskał tytuł magistra i z tą uczelnią był związany później zawodowo od 1994 r. – początkowo pracował w Zakładzie Geomorfologii na Wydziale Biologii i Nauk o Ziemi, a później na Wydziale Nauk o Ziemi i Gospodarki Przestrzennej. Doktorat w zakresie nauk o ziemi obronił w 2003 r. pod kierunkiem prof. dr hab. Kazimierza Pękali, a stopień doktora habilitowanego uzyskał w 2014 r. za badania nad morfogenetycznymi i morfodynamicznymi uwarunkowaniami rozwoju wybrzeża części Ziemi Wedela Jarlsberga. Od 2019 r. był profesorem Uniwersytetu Marii Curie-Skłodowskiej w Lublinie w Katedrze Geomorfologii i Paleogeografii Wydziału Nauk o Ziemi i Gospodarki Przestrzennej.
Autor lub współautor 80 publikacji naukowych, a także rozdziałów w monografiach oraz opracowań kartograficznych. Od 1995 r. regularnie uczestniczył w wyprawach polarnych UMCS na Spitsbergen i był kierownikiem kilkunastu z nich. Prowadził badania w zakresie geomorfologii i współczesnych procesów morfogenetycznych obszarów polarnych, geoarcheologii oraz nowoczesnych technik pomiarowych, m.in. wykorzystania metod GPS i GIS w badaniach archeologicznych. Specjalizował się w zagadnieniach rzeźby litoralnej obszarów polarnych, stratygrafii i paleogeografii plejstocenu oraz geoarcheologii. Był kierownikiem kilkunastu wypraw polarnych na Spitsbergen i członkiem Komitetu Badań Polarnych Polskiej Akademii Nauk, Polskiego Konsorcjum Polarnego i Stowarzyszenia Geomorfologów Polskich. Popierał powstanie Muzeum Badań Polarnych i potem aktywnie współpracował z nim, a jego zbiory geologiczne stworzyły znaczącą część muzealnej ekspozycji.  Podejmował liczne działania popularyzujące geografię oraz badania polarne. Członek Polskiego Towarzystwa Geograficznego, aktywny w jego Klubie Polarnym, którego przewodniczącym został w 2021 r. Był pasjonatem fotografii, którą stosował także do badań i popularyzacji wiedzy. 
Został odznaczony srebrnym Medalem za Długoletnią Służbę.
Zmarł 15 marca 2024 r.